# کیمیو ماتسوزاکی
کیمیو ماتسوزاکی (انگلیسی: Kimiyo Matsuzaki؛ زادهٔ ) یک بازیکن تنیس روی میز اهل ژاپن است. 
وی در مسابقات کشوری و بین‌المللی در مجموع برنده ۱۳ مدال طلا، ۲ مدال نقره، ۱ مدال برنز شده‌است.